# Графомания

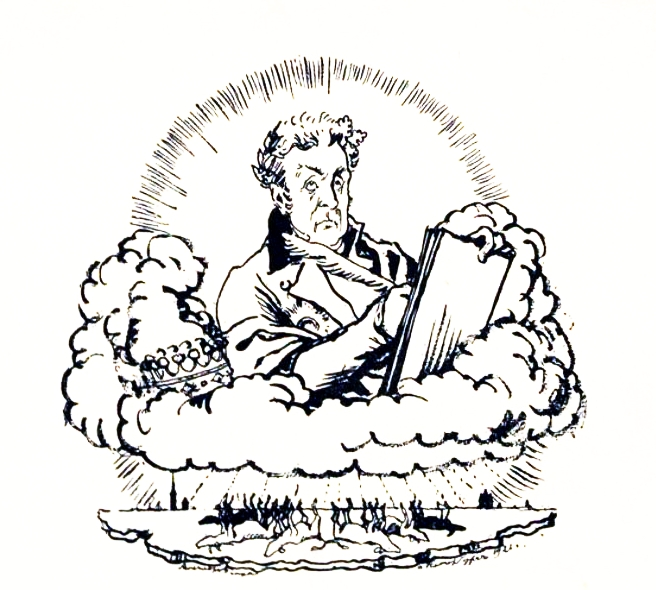
Поэт-графоман Дмитрий Иванович Хвостов

Графома́ния (от греч. γράφω — писа́ть, чертить, изображать и греч. μανία — страсть, безумие, влечение) — патологическое стремление ко многописательству, к сочинению произведений, претендующих на публикацию в литературных изданиях, псевдонаучных трактатов и т. п.
Страдающий графоманией может сочинять «научные труды» в областях, в которых не разбирается, писать художественные произведения при полном отсутствии каких бы то ни было творческих способностей. Написанное графоманами большей частью банально или даже бессмысленно по содержанию.
Также существует эротографомания (лат. erotographomania; эрото + графомания) — разновидность графомании в виде непрерывного составления любовных писем. Наблюдается у психически больных и психопатических личностей. Термин «эротографомания» применяют также к половой перверсии, при которой любовные письма пишутся исключительно для достижения полового возбуждения и удовлетворения.
Вне психиатрического контекста понятие «графомания» нередко применяется к литературе, наивно пренебрегающей общепринятыми в элитарной и массовой литературах эстетическими критериями, к необычайно продуктивным «плохим» авторам. Ряд писателей имели устойчивую культурную репутацию графомана, эталонного «плохого писателя», например, в пушкинскую эпоху Д. И. Хвостов, а в русской эмиграции Виктор Колосовский и другие.
Одной из самых частых причин графомании некоторые исследователи называют гиперкомпенсацию комплекса неполноценности, а часть случаев — выражением бредовой или сверхценной идеи идентификации себя с выдающимся писателем. Один из примеров графомана — Йозеф Геббельс, который, претендуя на роль главного историографа Второй мировой войны, исписал 16 тысяч страниц машинописи довольно тенденциозными текстами.
Графомания встречается при некоторых формах шизофрении, паранойе, маниакальном и гипоманиакальном состояниях и при других психических расстройствах. При синдроме Кандинского — Клерамбо больные могут говорить, что их вынуждают много писа́ть некие внешние силы. Графоманические тенденции нередки у сутяжных психопатов (при параноидном расстройстве личности).